# Abraham D. Beame

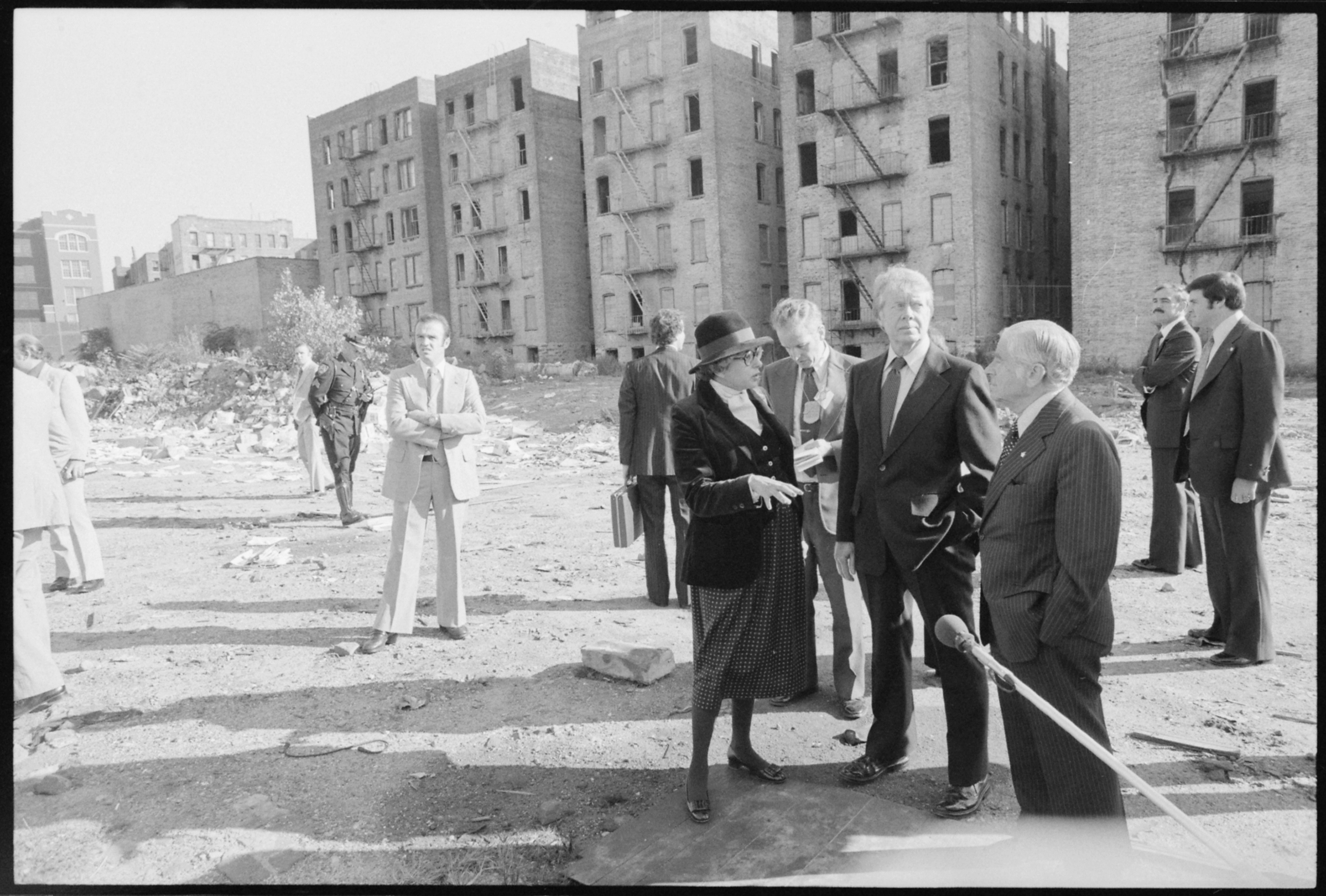
Abraham D. Beame (rechts) bei einem Besichtigungstermin in der Bronx mit Präsident Jimmy Carter und Bauministerin Patricia Roberts Harris (1977)

Abraham David Beame (* 20. März 1906 in London; † 10. Februar 2001 in New York City) war ein US-amerikanischer Politiker und von 1974 bis 1977 Bürgermeister von New York City.

## Herkunft und Ausbildung
Beame wurde 1906 in London als Sohn polnisch-jüdischer Eltern geboren, die vor Pogromen aus dem damals russischen Warschau geflohen waren. Sein Vater Philip Birnbaum, ein sozialistischer Revolutionär, emigrierte direkt in die Vereinigten Staaten, während seine Mutter Esther Goldfarb Birnbaum in London die Geburt des Kindes abwartete und erst drei Monate später folgte. In New York wurde der Familienname zu Beame geändert. Beame war der erste jüdische Bürgermeister New Yorks.
Beame erlangte 1928 seinen Abschluss als Buchhalter am City College und machte sich anschließend selbständig. Er unterrichtete außerdem von 1929 bis 1944 Buchhaltung an der Richmond Hill High School in Queens und von 1944 and 1945 an der Rutgers University in New Jersey. 1930 traten er und seine Frau der Demokratischen Partei in Crown Heights (Brooklyn) bei, wo er mit seiner Familie wohnte.

## Politische Karriere
1946 wurde er stellvertretender Budget-Direktor der Stadt New York unter Bürgermeister William O’Dwyer und 1952 Budget-Direktor unter den Bürgermeistern Vincent R. Impellitteri und Robert F. Wagner. 1961, im Alter von 55 Jahren, kandidierte Beame das erste Mal für ein politisches Amt und wurde zum City Comptroller, dem obersten Rechnungsprüfer, gewählt.
Nach dem Rücktritt von Bürgermeister Wagner bewarb er sich um dessen Nachfolge, unterlag aber seinem republikanischen Herausforderer John Lindsay. 1969 kandidierte Beame erneut als Comptroller und gewann mit großem Vorsprung. Lindsays zweite Amtszeit war überschattet von steigenden Sozialausgaben, Rassenunruhen, um sich greifender Kriminalität und Budgetschwierigkeiten. In dieser Situation konnte sich Beame als kluger, verantwortungsvoller Buchhalter gegen Lindsay präsentieren und wurde Ende 1973 als dessen Nachfolger gewählt und am 1. Januar 1974 in sein Amt eingeführt.

## Amtszeit als Bürgermeister
Beame erbte von seinem Vorgänger eine desolate Haushaltslage und sah sich zu schmerzhaften Sparmaßnahmen gezwungen. Er reduzierte die Zahl der städtischen Beschäftigten um 65.000, die Zahl der Krankenhausbetten um 3000, und für die City University wurden Studiengebühren eingeführt. In den Jahren 1975 und 1976 stand New York kurz vor dem Bankrott, nachdem sich die Bundesregierung unter Präsident Gerald Ford zunächst geweigert hatte, Bürgschaften für die Stadt zu übernehmen. Der absolute Tiefpunkt für die Stadt kam 1977 mit einem Blackout und schweren Unruhen in der Bronx. Inzwischen extrem unpopulär wegen seiner Sparmaßnahmen in einer Stadt, die am Abgrund taumelte, unterlag Beame 1977 in den demokratischen Vorwahlen seinem innerparteilichen Herausforderer Ed Koch, der ihm als Bürgermeister nachfolgte. Eine seiner letzten Amtshandlungen am letzten Tag seiner Amtszeit war die erste Steuerbefreiung, die je einem privaten Unternehmer in New York gewährt wurde. Der Begünstigte war Donald Trump, ein junger Newcomer im Immobiliengeschäft, mit dessen Vater Fred C. Trump Beame seit langem befreundet war. Nach aktuellen Schätzungen hat dies Donald Trump eine Steuerersparnis von etwa 400 Millionen Dollar eingebracht.
Beame starb 2001 im Alter von 94 Jahren an den Komplikationen nach einer Herzoperation in New York.